# Championnat de Moldavie de football
Le championnat de Moldavie de football (en roumain : Super Liga) a été créé en 1992.

## Palmarès

### Période soviétique (1945-1991)
Une compétition nationale était jouée sans les meilleurs clubs moldaves qui évoluaient dans les championnats nationaux soviétiques.
- 1945 : Dinamo Chișinău
- 1946 : Dinamo Chișinău
- 1947 : Dinamo Chișinău
- 1948 : Dinamo Chișinău
- 1949 : Bourevestnik Bender
- 1950 : Krasnoïé Znamia Chișinău
- 1951 : Krasnoïé Znamia Chișinău
- 1952 : Dinamo Chișinău
- 1953 : Dinamo Chișinău
- 1954 : KSKI Chișinău
- 1955 : Bourevestnik Bender
- 1956 : Spartak Tiraspol
- 1957 : KSKI Chișinău
- 1958 : Moldavkabel Bender
- 1959 : NIISVIV Chișinău
- 1960 : Tiraspol
- 1961 : KSKI Chișinău
- 1962 : Universitet Chișinău
- 1963 : Temp Tiraspol
- 1964 : Temp Tiraspol
- 1965 : Energia Tiraspol
- 1966 : Stroïndustria Bălți
- 1967 : Nistrul Bender
- 1968 : Temp Tiraspol
- 1969 : Polytekhnik Chișinău
- 1970 : Polytekhnik Chișinău
- 1971 : Pichtchevik Bender
- 1972 : Kolkhoz im. Lenina Edineț
- 1973 : Pichtchevik Bender
- 1974 : Dinamo Chișinău
- 1975 : Dinamo Chișinău
- 1976 : Stroïtel Tiraspol
- 1977 : Stroïtel Tiraspol
- 1978 : Dniestr Tiraspol
- 1979 : Dniestr Ciobruciu
- 1980 : Dniestr Ciobruciu
- 1981 : Grănicerul Glodeni
- 1982 : Grănicerul Glodeni
- 1983 : Grănicerul Glodeni
- 1984 : Grănicerul Glodeni
- 1985 : Iskra Rybnitsa
- 1986 : Avangard Lazovsk
- 1987 : Tekstilchtchik Tiraspol
- 1988 : Tigina Bender
- 1989 : Tekstilchtchik Tiraspol
- 1990 : Moldovgidromash Chișinău
- 1991 : Sperantsa Nisporeny

### Depuis l'indépendance (depuis 1992)
| Saison    | Clubs | Champion               | Pts | Dauphin                | Pts |
| --------- | ----- | ---------------------- | --- | ---------------------- | --- |
| 1992      | 12    | Zimbru Chișinău        | 35  | Tiligul-Tiras Tiraspol | 35  |
| 1992-1993 | 16    | Zimbru Chișinău (2)    | 50  | Tiligul-Tiras Tiraspol | 47  |
| 1993-1994 | 16    | Zimbru Chișinău (3)    | 52  | Tiligul-Tiras Tiraspol | 49  |
| 1994-1995 | 14    | Zimbru Chișinău (4)    | 67  | Tiligul-Tiras Tiraspol | 66  |
| 1995-1996 | 16    | Zimbru Chișinău (5)    | 81  | Tiligul-Tiras Tiraspol | 74  |
| 1996-1997 | 16    | Constructorul Chișinău | 81  | Zimbru Chișinău        | 70  |
| 1997-1998 | 14    | Zimbru Chișinău (6)    | 69  | Tiligul-Tiras Tiraspol | 59  |
| 1998-1999 | 10    | Zimbru Chișinău (7)    | 61  | Constructorul Chișinău | 51  |
| 1999-2000 | 10    | Zimbru Chișinău (8)    | 82  | Sheriff Tiraspol       | 81  |
| 2000-2001 | 8     | Sheriff Tiraspol       | 67  | Zimbru Chișinău        | 66  |
| 2001-2002 | 8     | Sheriff Tiraspol (2)   | 67  | Nistru Otaci           | 52  |
| 2002-2003 | 8     | Sheriff Tiraspol (3)   | 60  | Zimbru Chișinău        | 50  |
| 2003-2004 | 8     | Sheriff Tiraspol (4)   | 65  | Nistru Otaci           | 57  |
| 2004-2005 | 8     | Sheriff Tiraspol (5)   | 70  | Nistru Otaci           | 54  |
| 2005-2006 | 8     | Sheriff Tiraspol (6)   | 71  | Zimbru Chișinău        | 53  |
| 2006-2007 | 10    | Sheriff Tiraspol (7)   | 92  | Zimbru Chișinău        | 71  |
| 2007-2008 | 12    | Sheriff Tiraspol (8)   | 81  | Dacia Chișinău         | 62  |
| 2008-2009 | 12    | Sheriff Tiraspol (9)   | 78  | Dacia Chișinău         | 63  |
| 2009-2010 | 12    | Sheriff Tiraspol (10)  | 84  | Iskra-Stal Rîbnița     | 65  |
| 2010-2011 | 14    | Dacia Chișinău         | 92  | Sheriff Tiraspol       | 83  |
| 2011-2012 | 14    | Sheriff Tiraspol (11)  | 81  | Dacia Chișinău         | 77  |
| 2012-2013 | 12    | Sheriff Tiraspol (12)  | 80  | Dacia Chișinău         | 66  |
| 2013-2014 | 12    | Sheriff Tiraspol (13)  | 87  | FC Tiraspol            | 72  |
| 2014-2015 | 11    | Milsami Orhei          | 55  | Dacia Chișinău         | 55  |
| 2015-2016 | 10    | Sheriff Tiraspol (14)  | 65  | Dacia Chișinău         | 65  |
| 2016-2017 | 11    | Sheriff Tiraspol (15)  | 69  | Dacia Chișinău         | 69  |
| 2017      | 10    | Sheriff Tiraspol (16)  | 45  | Milsami Orhei          | 40  |
| 2018      | 8     | Sheriff Tiraspol (17)  | 63  | Milsami Orhei          | 45  |
| 2019      | 8     | Sheriff Tiraspol (18)  | 70  | Sfîntul Gheorghe       | 53  |
| 2020-2021 | 10    | Sheriff Tiraspol (19)  | 99  | Petrocub Hîncești      | 83  |
| 2021-2022 | 8     | Sheriff Tiraspol (20)  | 70  | Petrocub Hîncești      | 64  |
| 2022-2023 | 8     | Sheriff Tiraspol (21)  | 57  | Petrocub Hîncești      | 48  |
| 2023-2024 | 8     | Petrocub Hîncești (1)  | 52  | Sheriff Tiraspol       | 52  |
| 2024-2025 | 8     | Milsami Orhei (2)      | 21  | Sheriff Tiraspol       | 20  |

### Par club
| Club                   | Titres | saison |
| ---------------------- | ------ | --- |
| FC Sheriff Tiraspol    | 21     | 2001, 2002, 2003, 2004, 2005, 2006, 2007, 2008, 2009, 2010, 2012, 2013, 2014, 2015-2016, 2016-2017, 2017, 2018, 2019, 2020-2021, 2021-2022 et 2022-2023 |
| Zimbru Chișinău        | 8      | 1992, 1992-1993, 1993-1994, 1994-1995, 1995-1996, 1997-1998, 1998-1999, 1999-2000                                                                       |
| FC Milsami             | 2      | 2014-2015, 2024-2025 |
| CS Petrocub            | 1      | 2023-2024 |
| FC Dacia Chișinău      | 1      | 2010-2011 |
| Constructorul Chișinău | 1      | 1996-1997 |

## Meilleurs buteurs

### Par saison
| Année   | Meilleurs buteurs                   | Équipe                              | Buts |
| 1992    | Serghey Alexandrov Oleg Flantea     | Bugeac Comrat FC Tiraspol           | 13   |
| 1992-93 | Vladimir Kosse                      | Tiligul-Tiras Tiraspol              | 30   |
| 1993-94 | Vladimir Kosse                      | Tiligul-Tiras Tiraspol              | 24   |
| 1994-95 | Vladislav Gavriluc                  | Zimbru Chișinău                     | 20   |
| 1995-96 | Vladislav Gavriluc                  | Zimbru Chișinău                     | 34   |
| 1996-97 | Serghei Rogaciov                    | FC Olimpia Balti                    | 35   |
| 1997-98 | Serghei Clescenco                   | Zimbru Chișinău                     | 25   |
| 1998-99 | Serghei Rogaciov                    | FC Sheriff Tiraspol                 | 21   |
| 1999-00 | Serghei Rogaciov                    | FC Sheriff Tiraspol                 | 20   |
| 2000-01 | Ruslan Barburos Davit Mujiri        | FC Sheriff Tiraspol                 | 17   |
| 2001-02 | Ruslan Barburos                     | FC Sheriff Tiraspol                 | 17   |
| 2002-03 | Serghei Dadu                        | FC Sheriff Tiraspol                 | 19   |
| 2003-04 | Vladimir Shishelov                  | Zimbru Chișinău                     | 15   |
| 2004-05 | Catalin Lichioiu                    | Nistru Otaci                        | 16   |
| 2005-06 | Alexei Kuchiuk                      | FC Sheriff Tiraspol                 | 13   |
| 2006-07 | Alexei Kuchiuk                      | FC Sheriff Tiraspol                 | 17   |
| 2007-08 | Igor Picușceac                      | FC Sheriff Tiraspol                 | 14   |
| 2008-09 | Oleg Andronic                       | Zimbru Chișinău                     | 16   |
| 2009-10 | Alexandr Maximov Jymmy França       | FC Viitorul FC Sheriff Tiraspol     | 13   |
| 2010-11 | Gheorghe Boghiu                     | FC Milsami                          | 21   |
| 2011-12 | Wilfried Balima                     | FC Sheriff Tiraspol                 | 18   |
| 2012-13 | Gheorghe Boghiu                     | FC Milsami                          | 16   |
| 2013-14 | Henrique Luvannor                   | FC Sheriff Tiraspol                 | 26   |
| 2014-15 | Ricardinho                          | FC Sheriff Tiraspol                 | 19   |
| 2015-16 | Danijel Subotić                     | FC Sheriff Tiraspol                 | 12   |
| 2016-17 | Ricardinho                          | FC Sheriff Tiraspol                 | 15   |
| 2017    | Vitalie Damascan                    | FC Sheriff Tiraspol                 | 13   |
| 2018    | Vladimir Ambros                     | CS Petrocub                         | 12   |
| 2019    | Yury Kendysh                        | FC Sheriff Tiraspol                 | 13   |
| 2020-21 | Frank Castañeda                     | FC Sheriff Tiraspol                 | 28   |
| 2022    | Vladimir Ambros                     | CS Petrocub                         | 17   |
| 2023    | Rasheed Akanbi (en) Alexandru Dedov | FC Sheriff Tiraspol Zimbru Chișinău | 8    |
| 2024    | Radu Gînsari                        | FC Milsami Orhei                    | 13   |
| 2025    | Caio Martins                        | FC Bălți                            | 12   |

### Par joueur
| Joueurs            | Titres |
| ------------------ | ------ |
| Serghei Rogaciov   | 3      |
| Vladimir Kosse     | 2      |
| Vladislav Gavriluc | 2      |
| Ricardinho         | 2      |
| Gheorghe Boghiu    | 2      |
| Ruslan Barburos    | 2      |
| Alexei Kuchiuk     | 2      |

## Compétitions européennes

### Classement du championnat
Le tableau ci-dessous récapitule le classement de la Moldavie au coefficient UEFA depuis 1994. Ce coefficient par nation est utilisé pour attribuer à chaque pays un nombre de places pour les compétitions européennes ainsi que les tours auxquels les clubs doivent entrer dans la compétition.
| 1994 | 1995 | 1996 | 1997 | 1998 | 1999 | 2000 | 2001 | 2002 | 2003 | 2004 | 2005 | 2006 | 2007 | 2008 | 2009 | 2010 | 2011 | 2012 | 2013 | 2014 | 2015 | 2016 | 2017 | 2018 | 2019 | 2020 | 2021 | 2022 | 2023 | 2024 | 2025 |
| ---- | ---- | ---- | ---- | ---- | ---- | ---- | ---- | ---- | ---- | ---- | ---- | ---- | ---- | ---- | ---- | ---- | ---- | ---- | ---- | ---- | ---- | ---- | ---- | ---- | ---- | ---- | ---- | ---- | ---- | ---- | ---- |
| 42   | 45   | 36   | 36   | 37   | 37   | 34   | 35   | 33   | 32   | 30   | 33   | 33   | 34   | 34   | 37   | 34   | 33   | 36   | 35   | 31   | 33   | 34   | 34   | 33   | 35   | 41   | 45   | 33   | 32   | 31   | 32   |

Le tableau suivant affiche le coefficient actuel du championnat moldave.
| Rang | Pays                 | 2020-2021 | 2021-2022 | 2022-2023 | 2023-2024 | 2024-2025 | Coefficient |
| ---- | -------------------- | --------- | --------- | --------- | --------- | --------- | ----------- |
| 30   | Azerbaïdjan          | 2,500     | 4,375     | 4,000     | 5,875     | 2,875     | 19,625      |
| 31   | République d'Irlande | 1,875     | 2,875     | 3,375     | 1,500     | 5,343     | 14,968      |
| 32   | Moldavie             | 1,375     | 5,250     | 3,750     | 2,000     | 2,000     | 14,500      |
| 33   | Islande              | 0,625     | 1,500     | 3,000     | 3,833     | 4,562     | 13,520      |
| 34   | Bosnie-Herzégovine   | 2,625     | 1,625     | 2,000     | 2,250     | 4,531     | 13,031      |

### Coefficient UEFA des clubs
| Rang | Club              | 2020-2021 | 2021-2022 | 2022-2023 | 2023-2024 | 2024-2025 | Coefficient |
| ---- | ----------------- | --------- | --------- | --------- | --------- | --------- | ----------- |
| 88   | Sheriff Tiraspol  | 2,000     | 9,000     | 4,000     | 3,000     | 2,000     | 20,000      |
| 177  | Petrocub Hîncești | 1,000     | 1,500     | 2,000     | 1,500     | 2,500     | 8,500       |
| 259  | Milsami Orhei     | -         | 1,500     | 1,500     | 1,000     | 1,500     | 5,500       |
| 346  | Sfîntul Gheorghe  | 1,500     | 1,000     | 1,000     | -         | -         | 3,500       |
| 349  | Zimbru Chișinău   | -         | -         | -         | 1,500     | 1,500     | 3,000       |